# Девапутра
Девапутра — в буддийской мифологии группа второстепенных божеств, которые подчиняются верховным богам общебуддийского пантеона.
В мифологии существуют проповеди Девапутры.
После присвоения кушанским царём Канишкой (78—123) титула «девапутра» («сын неба»), слово «Девапутра» стало нарицательным для правителей и выдающихся учителей.